# CVC资本合伙公司
CVC Capital Partners 是一家私募股權公司，成立於1981年，在歐洲、亞洲和美國有十八個辦公處。

## 歷史
花旗集團在1968年建立了一個風險投資項目，在1970年代末到1980年代初，該項目由威廉·T·康福德為主管，開始投入剛剛湧現的融資買入商業。1981年，作為該項目的歐洲分支，CVC Capital Partners始得成立。
1990年代早期，1982年加入花旗集團的米歇爾·史密斯（Michael Smith）開始領導這個項目。史密斯與花旗集團風險投資項目的高級管人員協商，使得歐洲部份從風險投資項目中獨立出來，并成立私募股權公司CVC Capital Partners。 2006年該風險投資項目也得以獨立，即Court Square Capital Partners。
到2000年，CVC已經成為歐洲最大的私募股權公司之一。 2007年CVC的服務拓展到美國，在紐約市開設辦公室。

## 外部連結
- 官方网站